# Black Dagger Brotherhood
Die Black-Dagger-Brotherhood-Reihe ist eine Serie von romantischen Vampirromanen von Jessica Bird unter dem Pseudonym J. R. Ward. Die Reihe dreht sich hauptsächlich um die Mitglieder eines Eliteordens der Vampirbevölkerung, die zusammen ihre Rasse gegen die Bedrohung der Gemeinschaft der Lesser, einer Art entseelter Menschen, verteidigen. Der Orden, sowie der größte Teil der Vampirbevölkerung, sind um Caldwell/New York, in den Vereinigten Staaten, angesiedelt.

## Die Handlung
Die Bruderschaft der Black Dagger ist eine uralte Gemeinschaft von Vampirkriegern. Vor hunderten von Jahren gegründet, verpflichteten sich alle Mitglieder der Bruderschaft dazu, ihre Rasse vor der Gesellschaft der Lesser, den untoten Dienern Omegas, zu schützen und für ihr Volk zu kämpfen. Angeführt wird die Bruderschaft von Wrath, dem König der Vampire und letzten Vampir reinen Blutes.
In jedem der Bücher (in der deutschen Übersetzung wurde jeder Originalband in zwei Teile unterteilt) wird die Geschichte eines Bruders bzw. eines Verbündeten der Bruderschaft erzählt. Der Hauptfokus der Bücher ist somit auf die Liebesgeschichte eines Kriegers und dessen zukünftiger Frau gerichtet. Allerdings wird in jedem Buch auch die Gesamthandlung, sprich der rote Faden der Geschichte, vorangetrieben. Themen wie Liebe, Leidenschaft, Gewalt und Sex werden in jedem Buch behandelt.

## Bücher
Die englischen Originalbände wurden bei der Übersetzung jeweils in zwei Einzelbände aufgeteilt.
- Dark Lover (September 2005) – Wrath & Beth – Nachtjagd (Teil 1) und Blutopfer (Teil 2)
- Lover Eternal (März 2006) – Rhage & Mary – Ewige Liebe (Teil 1) und Bruderkrieg (Teil 2)
- Lover Awakened (September 2006) – Zsadist & Bella – Mondspur (Teil 1) und Dunkles Erwachen (Teil 2)
- Lover Revealed (März 2007) – Butch/Dhestroyer & Marissa – Menschenkind (Teil 1) und Vampirherz (Teil 2)
- Lover Unbound (September 2007) Vishous & Jane – Seelenjäger (Teil 1) und Todesfluch (Teil 2)
- Lover Enshrined (Juni 2008) – Phury & Cormia – Blutlinien (Teil 1) und Vampirträume (Teil 2)
- Lover Avenged (April 2009) – Rehvenge & Ehlena – Racheengel (Teil 1) und Blinder König (Teil 2)
- Lover Mine (April 2010) – John Matthew/Tehrror & Xhexania – Vampirseele (Teil 1) und Mondschwur (Teil 2, Februar 2011)
- Lover Unleashed (März 2011) – Payne & Manuel 'Manny' Manello – Vampirschwur (Teil 1) und Nachtseele (Teil 2)
- Lover Reborn (März 2012) – Tohrment & Autumn – Liebesmond (Teil 1, November 2012) und Schattentraum (Teil 2, Februar 2013)
- Lover At Last (März 2013) – Qhuinn & Blaylock – Seelenprinz (Teil 1, Oktober 2013) und Sohn der Dunkelheit (Teil 2, März 2014)
- The King (April 2014) – Wrath & Beth – Nachtherz (Teil 1, November 2014) und Königsblut (Teil 2, Februar 2015)
- The Shadows (März 2015) – Trez & Selena – Gefangenes Herz (Teil 1, November 2015) und Entfesseltes Herz (Teil 2, März 2016)
- The Beast (2016) – Rhage & Mary – Krieger im Schatten (Teil 1, Oktober 2016) und Ewig geliebt (Teil 2, März 2017)
- The Chosen (2017) – Xcor & Layla – Die Auserwählte (Teil 1, Dezember 2017) und Der Verstoßene (Teil 2, März 2018)
- The Thief (2018) Assail & Marisol „Sola“ Morte – Die Diebin (Teil 1, Januar 2019) und Der Spion (Teil 2, März 2019)
- The Savior (2019) Murhder & Sarah – Der Erlöser (Gesamtband)
- Where Winter finds you (2020) Trez & Therese – Winternacht (Nebenband)
- The Sinner (2020) Syn & Jo Early – Der Sünder (Gesamtband)
- A Warm Heart in Winter (2021) Qhuinn & Blaylock – Winterherz (Nebenband)
- Lover Unveiled (2021) Sahvage & Mae – Geliebter des Mondes
- Lover Arisen (2022) Balthazar & Erika – Nachtliebe

Des Weiteren ist auch ein Spezialband zur Welt der Vampire im Allgemeinen und der Bruderschaft der Black Dagger im Besonderen erschienen:
- The Black Dagger Brotherhood: An Insider's Guide (Oktober 2008) – Die Bruderschaft der Black Dagger: Ein Führer durch die Welt von J.R. Ward's BLACK DAGGER Plus der Novelle: Zsadist und Bella kehren zurück! (Diese Novelle sollte zwischen Vampirträume und Racheengel gelesen werden)

Mittlerweile gibt es auch die Black Dagger Legacy Reihe, die sich um die Schüler des neuen Trainingsprogramms drehen. Dabei wird auch in der Sicht eines Bruders der Black Dagger oder eines Mitglieds des Anwesens erzählt.
- Blood Kiss (2015) – Craeg & Paradise (Butch & Marissa) – Kuss der Dämmerung (Mai 2016)
- Blood Vow (2016) – Axe & Elise (Rhage & Mary) – Tanz des Blutes (Juli 2017)
- Blood Fury (2018) – Peyton & Novo (Saxton & Ruhn) – Zorn des Geliebten (Juni 2018)
- Blood Truth (2019) – Boone &  Helaine – Schwur des Kriegers (Juni 2020)

Black Dagger Prison Camp Reihe
- The Jackal (2020) – Schakal & Nyx – Der Schakal (8. März 2022)
- The Wolf (2021) – Lucan & Rio – Der Wolf (10. August 2022)
- The Viper (2022) – Kane & Nadya – Die Schlange – für DE noch kein Datum

## Mitglieder der Bruderschaft
- Butch alias Brian O'Neal alias Dhestroyer  Ex-Cop, Cousin von Wrath. Butch wurde als Mensch geboren. Seine Mutter hatte eine kurze Affäre mit einem Vampir aus welcher Butch entstand, jedoch nie in die Transition (Wandlung zum Vampir) kam. Durch die Bruderschaft und mit Vishous Hilfe wurde er nachträglich gewandelt und ist nun der Auserwählte „Zerstörer“ Omegas. Butchs auserwählte Shellan ist die Aristokratin Marissa.
- Darius ist der Vater von Beth (Shellan von Wrath), stirbt im ersten Buch durch einen Anschlag des Hauptlesser Mr. X, wird als John Matthew wiedergeboren.
- Lassiter, ist ein gefallener Engel. Er bringt Tohrment zurück zur Bruderschaft und achtet dort auf ihn. Er ist auf Grund seiner vorlauten Art nicht sehr beliebt bei der Bruderschaft. Trotzdem wird er schließlich zu einem Mitglied der Bruderschaft.
- Muhrder Sohn eines Vampires, der von Vishous gerettet wurde. Er verlässt die Bruderschaft, nachdem er erfahren hat, dass Xhex eine Halbsymphathin ist und lebt seither als Eliahu Rathboone in der Nähe von Charleston.
- Payne, ist Vishous Zwillingsschwester und die Tochter der Jungfrau der Schrift. Sie wurde von der Jungfrau im Gegensatz zu Vishous vor der Welt versteckt gehalten, bis sie sich von ihrer Mutter lossagt und in die Welt der Bruderschaft verschwindet. Sie wird die Shellan von Manuel Manello.
- Phury ist Zsadists Zwillingsbruder. Phury war es der Zsadist aus den Fängen der Sklaverei befreit hatte. Seither lebte er im selbstauferlegten Zölibat. Phury nimmt in seiner aufopferungsvollen Art das Amt des Primals auf sich. Seine Shellan wird die Auserwählte Cormia.
- Qhuinn ist einer der jungen Vampire und das jüngste Mitglied der Bruderschaft. Er stammt aus gutem Hause und hat von Geburt an zwei unterschiedliche Augenfarben, weswegen er im Laufe der Buchreihe von seiner Familie verstoßen wird. Als Johns Leibwächter stellte er immer wieder unter Beweis, dass er sein Leben für die Bruderschaft opfern würde. Deshalb wurde einstimmig beschlossen, ihn in die Bruderschaft aufzunehmen, womit seine Tätigkeit als John Matthews Leibwächter endet. Dieses wird normalerweise nur Söhnen eines Bruders und einer Auserwählten gewährt. Qhuinn ist bisexuell, weigert sich aber, seine Gefühle für seinen besten Freund Blaylock einzugestehen. Letztendlich überwindet er sich jedoch und wird Blaylocks Hellren.
- Rhage ist der stärkste Krieger. Er ist der Schönling der Truppe und alle nennen ihn „Hollywood“. Zudem wird er anfangs als „Sexlegende“ unter den Vampiren bezeichnet. Jedoch liegt auf ihm ein Fluch. Als Rhage als junger Krieger in seinem Übermut eine Eule tötete, erlegte ihm die Jungfrau der Schrift einen Fluch auf, so dass er sich nun, wenn er eine innere Anspannung nicht abbauen kann, in ein Ungeheuer verwandelt und somit für seine Brüder eine Gefahr darstellt. Mary Luce ist die einzige Person, die das Ungeheuer beruhigen kann, weil es sich genau wie Rhage in Mary verliebt hat. Sie wird seine Shellan.
- Tohrment ist der standhafte, ruhige der Brüder. Tohrment verliert im Laufe der Buchreihe seine geliebte Shellan Wellsie und verschwindet daraufhin, kehrt allerdings dank dem Engel Lassiter wieder zurück. Tohrment schafft es trotz aller Widrigkeiten, erneut die Liebe zu finden, und verbindet sich mit Xhex Mutter No'One (später nennt sie sich um in Autumn, da der Name No’One nicht mehr angemessen ist), die lange Jahre völlig abgeschnitten von der Außenwelt im Reich der Jungfrau der Schrift lebte.
- Vishous ist das intelligenteste Mitglied des Ordens und gleichzeitig der Sohn der Jungfrau der Schrift. Vishous kann in die Zukunft sehen, diese Visionen allerdings nicht steuern. Außerdem trägt er in der rechten Hand das „Leuchten“ seiner Mutter und kann damit großes Unheil anrichten, weshalb er immer einen schwarzen Lederhandschuh darüber trägt. Seine Shellan wird die Ärztin Jane Whitcomb.
- Wrath ist der letzte Vampir reinen Blutes und gleichzeitig der König der Vampirrasse. Er ist fast blind und erblindet im Buch Blinder König vollständig. Seine Shellan wird die Halbvampirin Beth Randall.
- Zsadist ist der gefährlichste der Brüder. Gezeichnet durch seine Vergangenheit als Blutsklave finden sich die Narben von einhundert Jahren der Folter auf seinem Körper. Seine Shellan wird die Vampirin Bella, mit der er im Laufe der Buchreihe die kleine Nalla zur Welt bringt.
- John Matthew ist die Reinkarnation von Darius. John wird von Tohrment und dessen Shellan Wellsie aufgenommen und der Bruderschaft vorgestellt. Als Wellsie stirbt und Tohr verschwindet, zieht John in die Villa der Bruderschaft und wird dort als Darius Sohn und somit als Beth's Halbbruder behandelt. John ist stumm und kann sich nur durch Gebärdensprache ausdrücken. Seine Shellan wird die Halbsympathin Xhex.

Quelle:

## Die Shellans der Brüder
- Autumn, vorher NO'One, davor Rosalhynda, Mutter von Xhexania und neue Shellan des Tohrment. Eine gefallene Auserwählte die nach ihrem Selbstmord auf der anderen Seite der Jungfrau der Schrift diente und nun im Haus der Bruderschaft lebt.
- Bella ist die Schwester von Rehvenge und eine Vampirin aus gutem Hause. Sie wird vom Lesser Mr. O gefangen genommen und schließlich durch die Bruderschaft gerettet. Bella verliebt sich in Zsadist und hilft ihm, sich von seiner schlimmen Vergangenheit loszusagen. Gemeinsam mit Zsadist bringt sie die kleine Nalla zur Welt.
- Cormia ist eine Auserwählte. Cormia sollte zunächst die erste Gefährtin von Vishous werden, als die Jungfrau der Schrift diesen zum Primal ernennt. Als Phury Vishous dieses Amt abnimmt, wird Cormia zu seiner ersten Partnerin. Die beiden verlieben sich schließlich ineinander und ändern gemeinsam die alten Traditionen.
- Elizabeth 'Beth' Randall ist die Tochter von Darius. Beth steht kurz vor ihrer Wandlung, weshalb Darius Wrath bittet, ihr durch diese Zeit zu helfen. Nach Darius Tod entschließt sich Wrath, dies auch zu tun. Beth wird nach der Hochzeit mit Wrath zur Königin der Vampire. Sie bekommen später ihren Sohn Wrath.
- Jane Whitcomb ist ein Mensch und Notfallchirurgin. Sie ist diejenige, die Vishous, nachdem dieser angeschossen wurde, in einer Not-OP das Leben rettet. Jane verliebt sich in Vishous, wird allerdings gegen Ende von 'Todesfluch' von einem Lesser erschossen. Vishous will sich daraufhin seine rechte Hand abtrennen, wird jedoch von der Jungfrau der Schrift und seinen Brüdern gestoppt. Jane wird als Geist zurückgeschickt und kann mit Vishous zusammen sein, da sie in der Lage, ist eine feste Gestalt anzunehmen.
- Manuel 'Manny' Manello, ist Jane Whitcombs ehemaliger Chef und Chefarzt im St. Francis Medical Center in Caldwell. Er ist ein Halbbruder von Butch und wird der Hellren von Payne.
- Marissa ist eine Aristokratin und zunächst Wraths Shellan. Als Wrath sich in Beth verliebt, löst sie diese Vereinigung. Marissa wiederum, die jahrzehntelang um Wraths Liebe kämpfte, fühlt sich nun verloren, bis sie Butch O'Neal kennen und lieben lernt. Sie hilft ihm gemeinsam mit Vishous, seine Transition zu überstehen.
- Mary Madonna Luce ist ein Mensch und an Leukämie erkrankt. Sie verliebt sich in den Krieger Rhage und wird durch die Hilfe der Jungfrau der Schrift von ihrer tödlichen Krankheit geheilt. Als Gegenleistung dafür (um das universelle Gleichgewicht zu wahren) nimmt Rhage den ursprünglich zweihundertjährigen Fluch, seinen Körper mit einer drachenähnlichen Kreatur zu teilen, für unbegrenzte Dauer auf sich. Später adoptiert sie mit Rhage die 13-jährige Bitty.
- Wellessandra, genannt Wellsie, schwangere Shellan des Thorment, Adoptivmutter von John Matthew. Sie stirbt zusammen mit ihrem Kind durch die Kugel des Lessers (Mister O, David Ormund), der Bella gefangen hatte.
- Xhexania, genannt Xhex, Tochter von No'One (Autumn/Rosalhynda) und Shellan des John Matthew, Halb-Vampir und Halb-Symphatin.

## Die Jugend
- Blaylock stammt aus gutem Hause und ist der beste Freund von Qhuinn und John Matthew. Er ist der erste des Dreiergespanns, der in die Transition kommt. Blaylock ist homosexuell und verliebt in Qhuinn. In John Matthews Buch beginnt er eine Beziehung mit Qhuinns Cousin Saxton, was Qhuinn selbst nicht passt.
- Bitty ist die Adoptivtochter von Rhage und Mary. Nachdem ihre Mutter starb und ihr gewalttätiger Vater von den Brüdern getötet wurde, adoptieren die zwei sie.
- Lash ist der leibliche Sohn Omegas. Nachdem er John in der Dusche des Trainingszentrums bedrängt und quält, wird er von Qhuinn getötet. Erst nach seinem Tod wird klar, wer Lash wirklich ist, als Omega ihn von den Toten auferstehen lässt und er somit zum Herrscher über die Gesellschaft der Lesser (in der 'normalen Welt') wird. Nach einiger Zeit wird Lash aber von seinem Posten, als Anführer der Lesser, gebracht. Zusätzlich verwandelt er sich, seit seiner Verwandlung zu einem Lesser, immer mehr zu einem Ebenbild seines Vaters, Omega.
- Lyric ist die Tochter von Layla und Qhuinn, und die Zwillingsschwester von Rhampage. Nachdem Layla in ihre Triebigkeit gekommen war, bat sie Qhuinn, ihr zu dienen. Dieser willigte ein und zeugte mit ihr die Zwillinge. Sie wurde nach der Mutter von Blaylock benannt.
- Nalla ist die Tochter von Bella und Zsadist. Seit ihrer Geburt achten alle Vampire darauf, dass nirgendwo Waffen herumliegen.
- Rhampage (Rhamp) ist der Sohn von Layla und Qhuinn, und der Zwillingsbruder von Lyric. Nachdem Layla in ihre Triebigkeit gekommen war, bat sie Qhuinn, ihr zu dienen. Dieser willigte ein und zeugte mit ihr die Zwillinge.
- Wrath Jr. (Little Wrath, L.W) ist der einzige Sohn von Beth und Wrath. Er ist bis auf die Augenfarbe das Ebenbild seines Vaters.

## Die Krieger des Bloodletters
- Throe. Um den Tod seiner Schwester zu rächen, schließt sich Throe der Söldnergruppe um Xcor an. Im Verlauf der Geschichte trennt er sich von Xcors Bande, da diese ihre Ziele nicht länger verfolgt Wrath zu stürzen. Er bleibt fest an dieses Ziel gebunden und findet ein merkwürdiges Buch das ihm die macht gibt, Schattenwesen zu erschaffen. Diese werden die neuen Feinde der Bruderschaft.
- Xcor. Nach dem Tod von Bloodletter übernimmt er die Führung der Söldnertruppe und sehnt sich nach dem Thron des Königs. Er verliebt sich in die Auserwählte Layla. Sie ist es auch, die ihn von den dunklen Plänen abzubringen versucht. Ihr gelingt es und die Bande schließt sich mit Ausnahme von Throe Wrath an.
- Zypher
- Syphon. Attentäter der Gruppe, der den Anschlag auf das Leben von Wrath ausgeführt hat.
- Balthazar Cousin von Syn.
- Syn hat eine zweite böse Seite, die manchmal die Kontrolle übernimmt. Syn weiß dann meistens nicht, was geschehen ist.

## Andere Charaktere
- Assail Aristokrat der Glymera, der nach Revenges Rückzug aus dem Drogengeschäft an dessen Stelle tritt und auch mit Lessern Geschäfte macht. Er trifft auf die menschliche Frau Marisol Morte (genannt Sola), in die er sich verliebt.
- Ehlena ist eine Krankenschwester in Havers Klinik. Sie lebt zusammen mit ihrem geisteskranken Vater ausgeschlossen von der Glymera (Adel der Vampire) und verliebt sich in den Halbsymphathen Rehvenge.
- Fritz (Fritzgelder Perlmutter) ist die Seele des Hauses, früher Doggen im Haus von Sampsone und später Doggen im Haus von Darius und dient seit dessen Tod der gesamten Bruderschaft.
- Havers ist Marissas Bruder und Vampirarzt.
- iAm Latimer ist ein Schatten und der Zwillingsbruder von Trez. Früh wurde er an die Seite seines Bruders geschickt. Er übernimmt schließlich das Restaurant Sal’s von Rehvenge. Später freundet er sich mit Beth’s Kater Boo an. Zu Beth hat er ein engeres, fast schon freundschaftliches Verhältnis
- Layla ist eine Auserwählte, die beschlossen hat, auf der Erde zu leben. Sie dient einigen Brüder mit ihrem Blut, da manche das Blut ihrer Shellan nicht trinken können. Sie erwartet von Qhuinn Zwillinge und fühlt sich von dem Krieger Xcor magisch angezogen.
- Maichen ist die neue Königin der Schatten. Laut den Prophezeiungen der Sterne sollte sie sich mit Trez binden. Später stellt sich heraus, dass die Prophezeiung gefälscht war und iAm in Wahrheit gemeint war. Die zwei verlieben sich ineinander.
- Marisol Morte ist eine menschliche Meisterdiebin, die zunächst den Auftrag erhält, den Drogendealer Assail im Auge zu behalten. Als sie sich an ihrem Arbeitgeber rächen will – weil er sie nicht bezahlt hat und frühzeitig ohne Erklärung von dem Fall abgezogen hatte, wird sie von diesem entführt. Sie kann sich befreien und kommt bei Assail unter. Jedoch flüchtet sie auch von dort, weil sie ihre kriminelle Laufbahn beenden möchte.
- Rehvenge ist kein Krieger. Er ist halb Symphath und halb Vampir und Besitzer des ZeroSum und des IronMask (zwei Clubs in Caldwell) sowie dem Sal’s. Seine Shellan wird die Krankenschwester Ehlena. Außerdem wird er der König der Symphathenkolonie.
- Saxton Cousin von Qhuinn, ist der Ex-Liebhaber von Blaylock. Er wird der Rechtsanwalt von Wrath. Jetziger Lebensgefährte ist Rune.
- Selena eine Auserwählte, die beschlossen hat auf der Erde zu leben. Während Laylas Schwangerschaft dient sie einigen Brüdern mit ihrem Blut, da diese das Blut ihrer Shellan nicht trinken können. Sie fühlt sich zu Trez hingezogen. Sie leidet an einer seltenen Krankheit der Auserwählten, die ihre Muskeln erstarren lässt. Diese wird im Laufe der Geschichte schlimmer, was in Trez und ihrem Buch thematisiert wird.
- Therese Eine Vampirin, die im Sals als Kellnerin arbeitet. Sie ist die Reinkarnation von Selena.
- Trez Latimer ist ein Schatten und Zwillingsbruder von iAm. Bereits vor seiner Geburt wurde er von seinen Eltern an das Königshaus der s'Hisbe verkauft. Nach Rehvenges Abdanken wird er Clubbesitzer des IronMask. Er bindet sich schließlich an die Auserwählte Selena. im Nebenband „Winternacht“ bindet sich Trez an Therese, die Reinkarnation seiner toten Shellan Selena.

## Gottheiten
- Jungfrau der Schrift ist die Gottheit der Vampire und Mutter von Vishous und Payne.
- Omega ist der Bruder und das böse Gegenstück zur Jungfrau der Schrift. Er ist der Herrscher über die Gesellschaft der Lesser und Lashs Vater.